# تصنيف (موسيقى)
التصنيف هو مقام معروف في الموسيقى الفارسية والأذرية. والتصنيف في اللغة قسمة الشيء الواحد أقساما.